# Паспарта
Паспарта — село в Улаганском муниципальном районе Республики Алтай России, административный центр Балыктуюльского сельского поселения.

## Описание
Село расположено в восточной части Республики Алтай, на правом берегу реки Паспарта, у впадении в неё реки Тутугем. Уличная сеть состоит из двух географических объектов: улица Заречная и улица Куюкова.

## Население
| 2010 | 2011 | 2012 | 2013 | 2014 | 2015 | 2016 |
| ---- | ---- | ---- | ---- | ---- | ---- | ---- |
| 317  | →317 | ↘305 | →305 | ↘285 | ↘273 | ↗278 |